# Schwanthalerstraße 106 (München)

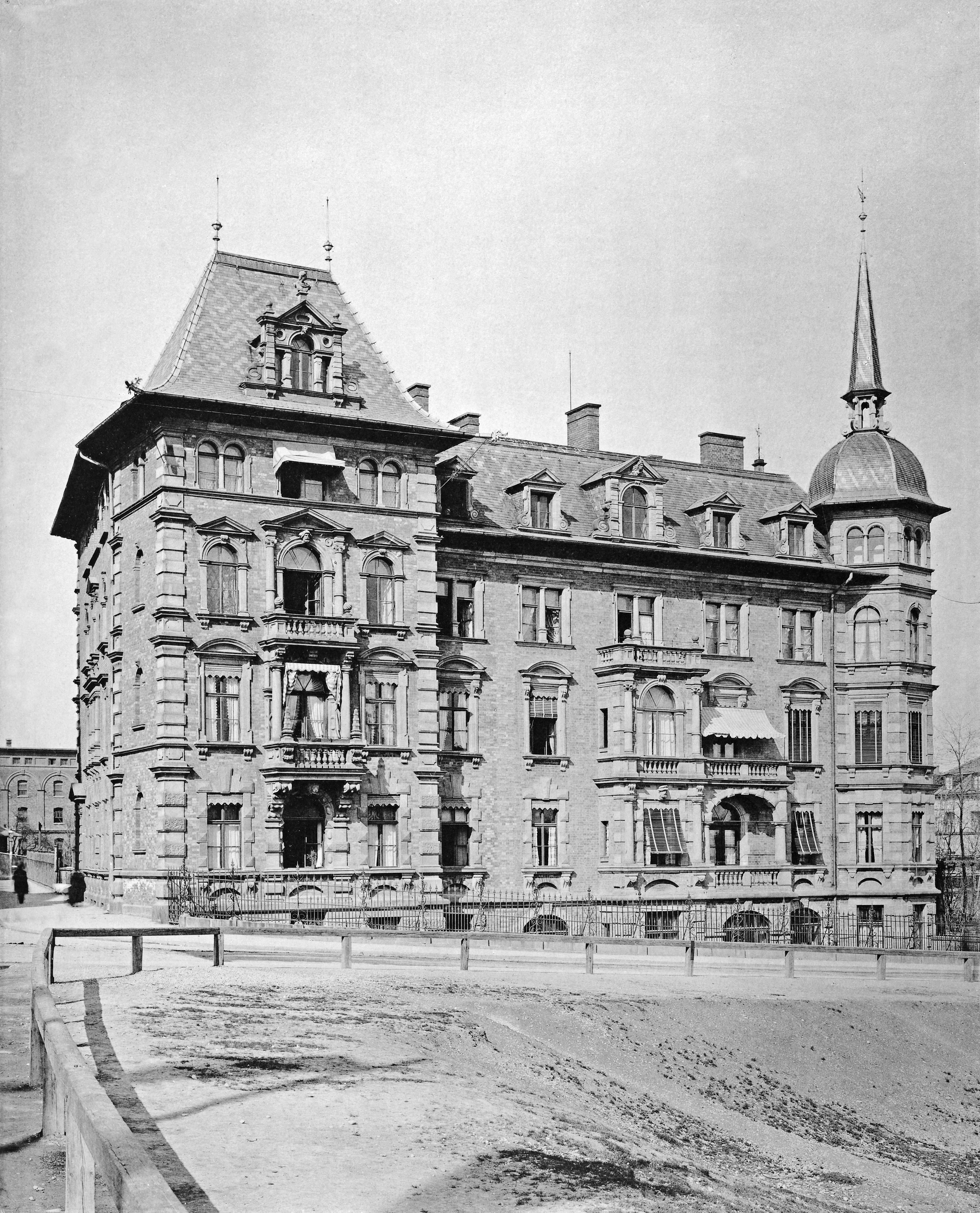
Wohnhaus Hauberrisser im Zustand nach der Erweiterung im Zeitraum von 1884/85.) Nach schwerer Beschädigung im Zweiten Weltkrieg wurde der hintere Anbau, wie auf der Fotoansicht zu sehen, abgetragen, und nicht wieder errichtet.

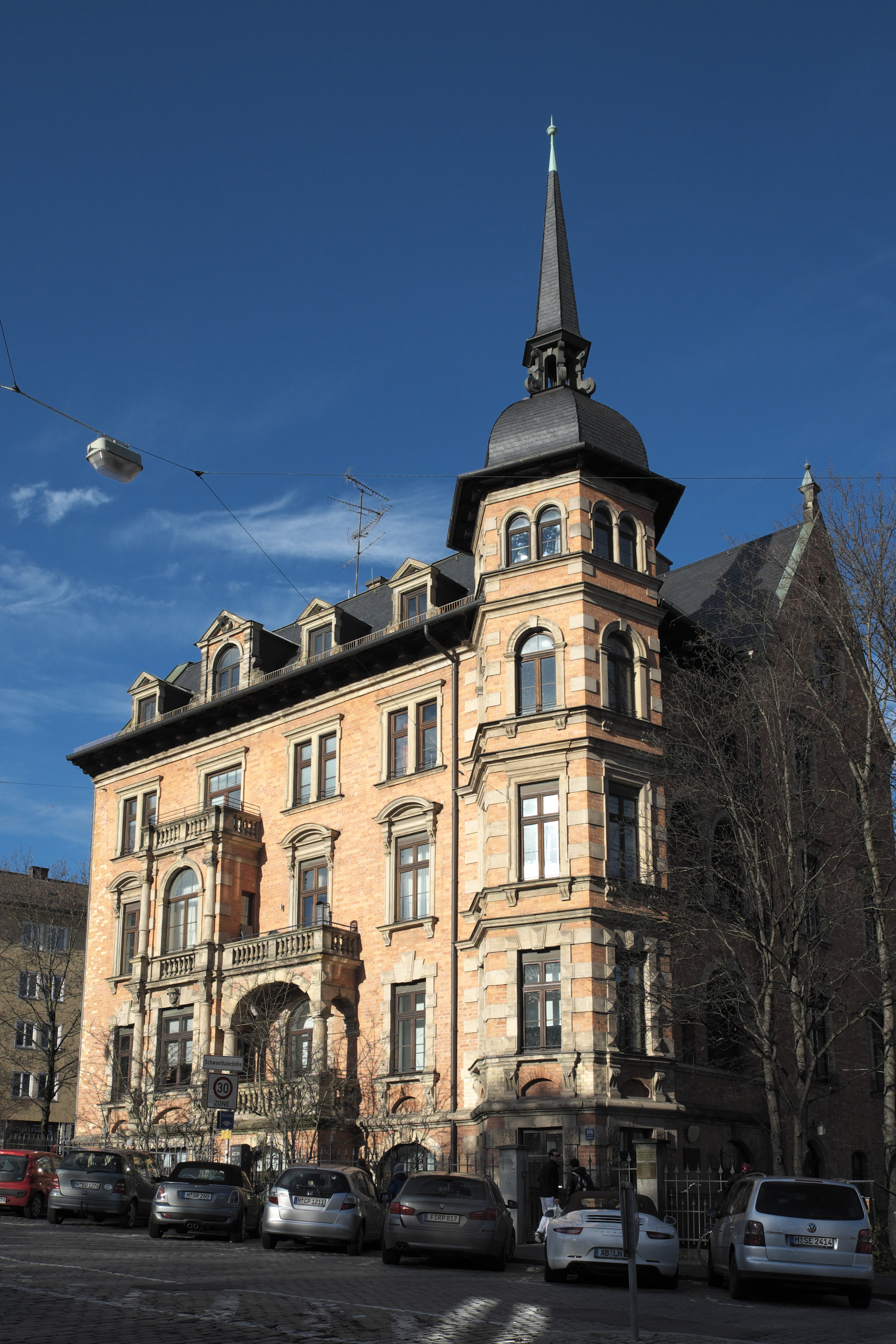
Haus Schwanthalerstraße 106 in München-Ludwigsvorstadt

Das Haus Schwanthalerstraße 106 ist ein denkmalgeschütztes Mietshaus im Münchner Stadtteil Ludwigsvorstadt.

## Beschreibung
Der Rohbacksteinbau im Stil der „deutschen Renaissance“ wurde 1878/79 von dem Architekten Georg von Hauberrisser für sich selbst errichtet. Das viergeschossige Haus steht an einem Hang und besitzt einen über alle Geschosse durchgehenden Eckerker, der von einer Haube mit Dachknauf bekrönt wird. Die Balkone und Altane sind im Stil der Renaissance mit Rundbögen und Eckquaderung versehen. 
Am Gebäude, neben dem Haupteingang findet sich eine Tafel in Gedenken an den Komponisten Rudi Stephan, der zwischen 1911 und 1914 in dem Hause lebte.